# Бледокафява клавария
Бледокафявата клавария (Clavaria zollingeri) е широко разпространен вид базидиева гъба от семейство Клавариеви (Clavariaceae).

## Разпространение и местообитание
Видът е разпространен широко в Австралия, Нова Зеландия, Северна Америка, Южна Америка и Азия (включително Бруней, Индия и Корея). В Северна Америка разпространението е ограничено до североизточните региони на континента. В Европа се среща рядко, като е включен в червените списъци на застрашените видове в Дания и Великобритания. За пръв път е регистриран в Холандия през 2006 г.
Плодовите тела на бледокафявата клавария растат единично или на групи, обикновено на земята в горски или тревни площи, в близост до дървета или мъхове.

## Описание
Тази гъба има поразителни тръбни, лилави до розововиолетови плодови тела, които нарастват до 5 – 10 см на височина и 4 – 7 см на широчина. Крайните върхове на крехките тънки клони обикновено са заоблени и кафеникави, докато вътрешните клонове в центъра на снопа са светловиолетови.
Стъблото или основата е къса, като разклоняването започва на малко разстояние над земята.
Спорите по повърхността на клоните са бели и приблизително сферични до широко елипсовидни, с размери 4 – 7 на 3 – 5 μm.

## Консумация
Въпреки че има сведения, че тези гъби са годни за консумация в малки количества, те могат да имат слабително действие. Според други източници плодните тела са негодни за консумация.